# Jogos Pan-Africanos de 2007
Os Jogos Pan-africanos de 2007 foram realizados na cidade de Argel, capital da Argélia, entre os dias 11 e 23 de julho de 2007. Ao sediar esta edição, a nação tornou-se a primeira a receber os Jogos por mais de uma vez. Anteriormente, sediou os Jogos 1978. Um total de 53 nações disputaram os eventos distribuídos nos 27 esportes do cronograma.
Entre os países lusófonos que disputaram esta nona edição, Angola competiu com 148 atletas em doze eventos. Com a meta de superar a décima colocação da edição anterior, acabou encerrou na 13ª, com um total de doze medalhas, destacados os quatro ouros.

## Modalidades
O site oficial da Associação das Organizações Olímpicas Nacionais Africanas contabiliza 27 esportes, ao passo que o site oficial da competição, lista 26:
| - Atletismo - Remo - Boxe - Badminton - Basquete - Ciclismo - Esgrima | - Futebol - Ginástica - Levantamento de peso - Handebol - Judô - Wrestling - Natação | - Pólo aquático - Hipismo - Tênis - Tênis de mesa - Tiro - Vela | - Vôlei - Caratê - Taekwondo - Xadrez - Kickboxing - Goalball |

## Quadro de medalhas
País sede destacado.
| Ordem | País                           | Medalha de ouro | Medalha de prata | Medalha de bronze | Total |
| ----- | ------------------------------ | --------------- | ---------------- | ----------------- | ----- |
| 1     | Egito                          | 74              | 62               | 63                | 199   |
| 2     | Argélia                        | 70              | 58               | 77                | 205   |
| 3     | África do Sul                  | 61              | 66               | 53                | 180   |
| 4     | Nigéria                        | 50              | 55               | 54                | 159   |
| 5     | Tunísia                        | 48              | 41               | 58                | 147   |
| 6     | Quénia                         | 13              | 15               | 10                | 38    |
| 7     | Senegal                        | 8               | 12               | 26                | 46    |
| 8     | Zâmbia                         | 7               | 8                | 8                 | 23    |
| 9     | Botswana                       | 6               | 2                | 5                 | 13    |
| 10    | Camarões                       | 4               | 6                | 17                | 27    |
| 11    | Etiópia                        | 4               | 5                | 10                | 19    |
| 12    | Líbia                          | 4               | 5                | 10                | 19    |
| 13    | Angola                         | 4               | 1                | 7                 | 12    |
| 14    | Gana                           | 3               | 10               | 12                | 25    |
| 15    | Seicheles                      | 3               | 6                | 2                 | 11    |
| 16    | Eritreia                       | 3               | 1                | 2                 | 6     |
| 17    | Sudão                          | 3               |                  | 1                 | 4     |
| 18    | Congo                          | 2               | 2                | 1                 | 5     |
| 19    | Gâmbia                         | 2               | 1                | 3                 | 6     |
| 19    | República Democrática do Congo | 2               | 1                | 3                 | 6     |
| 21    | Zâmbia                         | 1               | 2                | 6                 | 9     |
| 22    | Lesoto                         | 1               | 1                | 2                 | 4     |
| 23    | Mali                           | 1               |                  | 3                 | 4     |
| 23    | Uganda                         | 1               |                  | 1                 | 2     |
| 23    | Moçambique                     | 1               |                  |                   | 1     |
| 26    | Costa do Marfim                |                 | 3                | 12                | 15    |
| 27    | Burquina Fasso                 |                 | 2                | 1                 | 3     |
| 28    | Madagascar                     |                 | 1                | 3                 | 4     |
| 29    | Gabão                          |                 | 1                | 2                 | 3     |
| 29    | Guiné                          |                 | 1                | 2                 | 3     |
| 29    | Malawi                         |                 | 1                | 2                 | 3     |
| 29    | Namíbia                        |                 | 1                | 2                 | 3     |
| 31    | Maurícia                       |                 | 1                | 1                 | 2     |
| 31    | Burundi                        |                 | 1                | 1                 | 2     |
| 31    | São Tomé e Príncipe            |                 | 1                | 1                 | 2     |
| 31    | Tanzânia                       |                 | 1                | 1                 | 2     |
| 35    | Benim                          |                 |                  | 4                 | 4     |
| 36    | Guiné-Bissau                   |                 |                  | 3                 | 3     |
| 36    | República Centro-Africana      |                 |                  | 1                 | 1     |
| 36    | Togo                           |                 |                  | 1                 | 1     |
| TOTAL | TOTAL                          | 376             | 374              | 471               | 1 221 |